# Campos Borges

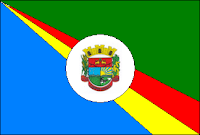
Bandera municipio Campos Borges

Campos Borges es un municipio brasilero del estado de Rio Grande do Sul.
Se encuentra ubicado a una latitud de 28º53'10" Sur y una longitud de 52º59'55" Oeste, estando a una altitud de 513 metros sobre el nivel del mar. Su población estimada para el año 2004 era de 3.742 habitantes.
Ocupa una superficie de 180,91 km².
- Datos: Q1758309
- Multimedia: Campos Borges / Q1758309